# Подводные лодки проекта 690 «Кефаль»
Подводные лодки проекта 690 «Кефаль» — серия советских подводных лодок, построенных в 1967—1970 годах. Главный конструктор проекта — Е. В. Крылов. Лодки предназначались для участия в противолодочных учениях в качестве кораблей-мишеней, но кроме этого могли также использоваться в качестве боевых кораблей. Лодки могли выдерживать попадания реактивных глубинных бомб и торпед в холостом снаряжении.

## Вооружение
Лодки вооружены одним торпедным аппаратом калибра 533 мм, 6 торпед, и одним аппаратом калибра 400 мм, 4 торпеды.

## Представители
Всего по проекту 690 были построены четыре подводные лодки, все они сошли со стапелей Завода № 199 имени Ленинского Комсомола, Комсомольск-на-Амуре.
| Название      | Заводской номер | Закладка         | Спуск на воду    | Вступление в строй | Статус |
| ------------- | --------------- | ---------------- | ---------------- | ------------------ | --- |
| С-368, СС-368 | 190             | 20 сентября 1966 | 3 сентября 1967  | 31 декабря 1967    | Служила на ТОФ до 1992 года, в 1994 году продана в Южную Корею как металлолом (совместно с ТАВКР «Новороссийск» и ТАВКР «Минск») |
| С-226, СС-226 | 191             | 7 января 1967    | 24 мая 1968      | декабрь 1968       | Служила на ЧФ до 1997 года. Стояла в Южной бухте Севастополя, в 2008 году разделана на металл в Инкермане. |
| С-256, СС-256 | 192             | 24 ноября 1967   | 28 сентября 1968 | декабрь 1968       | До 1991 года служила на СФ, до 1997 года — на ЧФ. В 1999 году отбуксирована в Очаков на утилизацию. |
| С-310, СС-310 | 193             | 25 апреля 1969   | 10 июля 1970     | 31 октября 1970    | До 1977 года служила на ТОФ, до 1997 года — на ЧФ. С 1999 года передана Украине, планировалось переоборудование в музей, позже — в ресторан. На 2014 год: стоит на территории Херсонского судоремонтного завода, полузатоплена, разграблена, работы не ведутся. |